# Park Nieuweroord
Park Nieuweroord is een plantsoen in de Nederlandse stad Utrecht. Het is gelegen aan de westzijde van de Binnenstad. Voorheen bestond Nieuweroord uit een buitenplaats en een park op en rond deze locatie.

## Buitenplaats en park
In vroegere eeuwen lag hier de buitenplaats Nieuweroord tussen de Catharijnesingel en Kruisvaart. Waarschijnlijk is de buitenplaats in de 17e eeuw ontstaan. Vanaf 1850 was het in bezit van F.H.C. baron van Heeckeren van Brandsenburg en kreeg het een parkontwerp van J.D. Zocher jr. Gaandeweg werd daarbij het grondgebied uitgebreid, met name door aankoop van het ernaast gelegen landgoed Puntenburg. Het parkgedeelte was onder meer voorzien van een waterpartij, een kas en een muziektent.
Frederik s'Jacob, directeur-generaal van de Maatschappij tot Exploitatie van Staatsspoorwegen, had het vanaf circa 1870 in eigendom. In 1870 werd op het noordoostelijk deel het Hoofdgebouw I van de spoorwegen gebouwd, in 1894 gevolgd door Hoofdgebouw II. Na de dood van s'Jacob in 1901 kocht de gemeente Utrecht de tuinen en maakte er een openbaar park van naar ontwerp van de Utrechtse plantsoenmeester J.J. Denier van der Gon. Het gedeelte ten oosten van de Hoofdgebouwen vormde het Moreelsepark. Het huis kwam in handen van Staatsbosbeheer die het gebruikte als museum.
In 1918 dienden de buitenplaats en het park vrijwel geheel plaats te maken voor De Inktpot, een kolossaal nieuw hoofdgebouw voor de Nederlandse Spoorwegen. Dit wekte wrevel bij menig Utrechter en in lokale kranten verscheen daarop het spotvers:
| Hebt ge het al gehoord, van 't parkje Nieuweroord Dat liefelijke Oord dat bruutweg werd vermoord. |

## Heden
Vandaag de dag is Park Nieuweroord een plantsoen ter grootte van een voetbalveld met gras, enkele bomen en een kunstwerk.

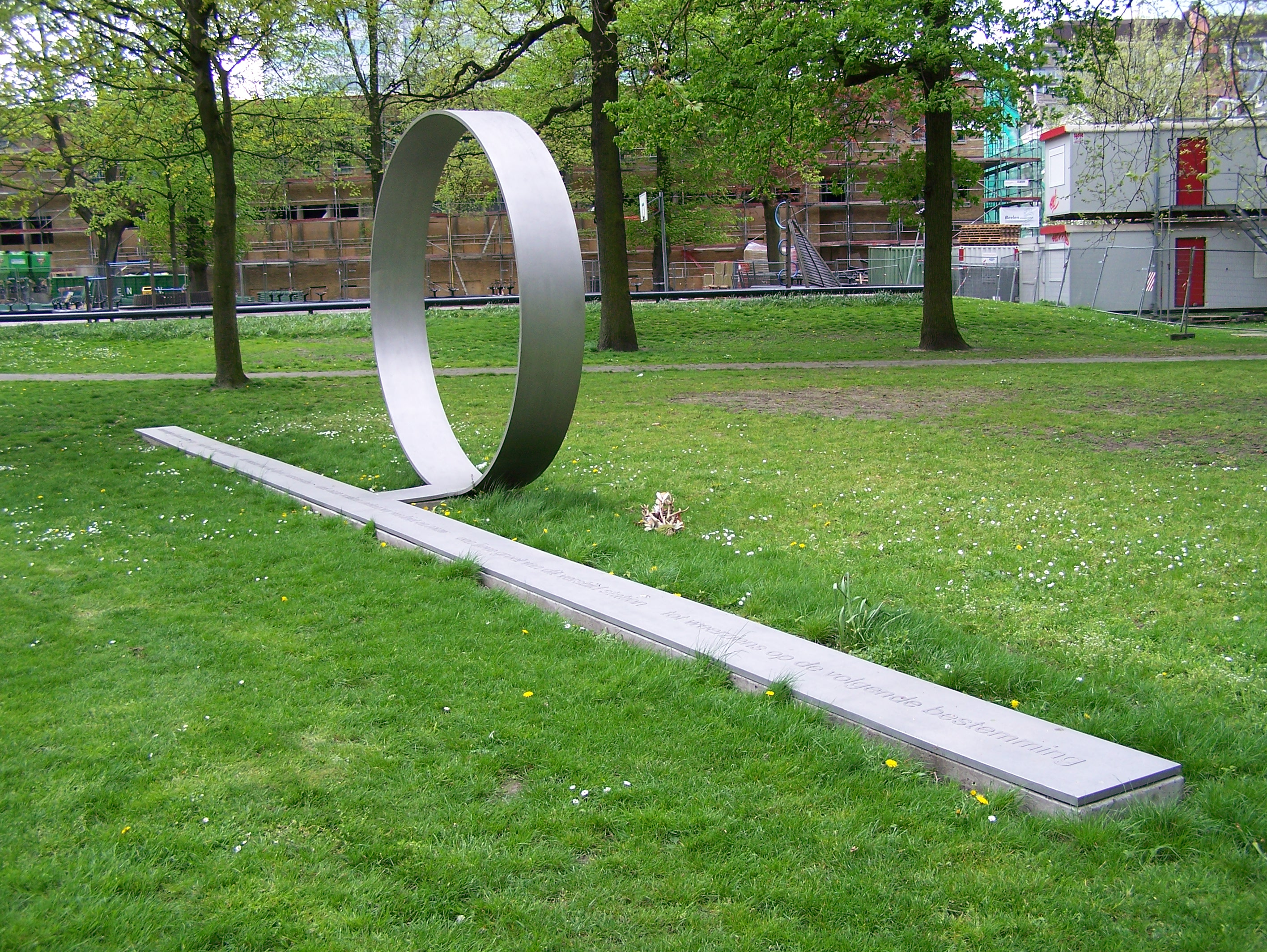
Landelijk Monument Spoorwegongevallen van Anton Broos in Park Nieuweroord
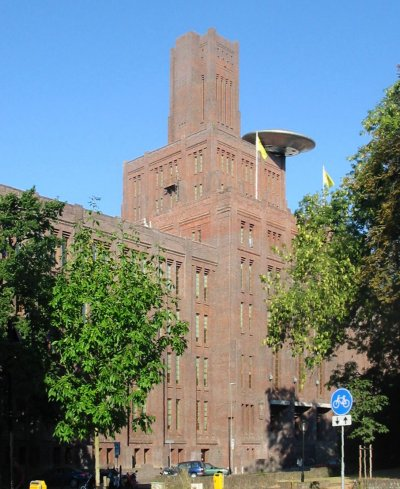
De Inktpot

Amaliapark · Park De Balije · Park Bloeyendael · Park de Gagel · Griftpark · Hogelandsepark · Park Hoge Weide · Julianapark · Klokkenveld · Kromme Rijnpark · Majellapark · Máximapark · Moreelsepark · Park Nieuweroord · Niftarlakepark · Noorderpark · Nynkeplantsoen · Oorsprongpark · Park Oosterspoorbaan · Oranjepark · Park De Groene Kop · Park Leeuwesteyn · Park Oog in Al · Park Transwijk · Rosarium (Oudwijk) · Sterrenbos · Park Tivoli · Van Heukelompark · Vechtzoompark · Park Voorn · Park de Watertoren · Wilhelminapark · Willem Alexanderpark · Zocherpark